# Margin trading
Margin trading is het uitvoeren van speculatieve handelstransacties met het geld of de goederen die aan de trader worden geleend met een vastgesteld bedrag, de marge, als onderpand.
Een margelening verschilt van een gewone lening in die zin dat het verkregen bedrag doorgaans meerdere malen de waarde van het onderpand (de marge) overschrijdt. Voor het verlenen van het recht om een contract te sluiten voor de aan- of verkoop van 100.000 euro in US dollars bijvoorbeeld, zou een makelaar doorgaans een onderpand van hoogstens 2.000 dollar verlangen. 
Margin trading stelt de trader in staat bij eenzelfde kapitaal het transactievolume te vergroten. Traders die speculeren op een koersstijging worden bulls genoemd en traders die speculeren op een koersdaling, dat wil zeggen die verkopen vanuit een ongedekte positie, worden bears genoemd.

## Risico’s
Het grootschalige gebruik van margin trading verhoogt het aantal en de waarde van markttransacties. Dit leidt tot een snellere verandering van de uitkomst van de handelstransactie en een toename van risico's. De stijging van het transactievolume heeft gevolgen voor de aard van de markt. Een groot aantal kleine chaotische transacties verhoogt de marktliquiditeit en stabiliseert de markt. Als de transacties daarentegen unidirectioneel zijn, kunnen zij de prijsschommelingen aanzienlijk vergroten.
Het gebruik van hefboomfinanciering kan zowel tot zeer snelle aangroei als tot snel verlies van kapitaal leiden. Statistieken tonen aan dat 76% van de rekeningen van particuliere beleggers verlies maken wanneer met hefboom wordt gehandeld. Vandaar, om een optimale grootte van de hefboom te vinden, moet op de gemiddelde volatiliteit van het verhandelde instrument gelet worden. Hoe hoger de volatiliteit, hoe meer kans dat het gebruik van een hoge hefboom tot aanzienlijke verliezen zal leiden, zelfs bij toevallige marktschommelingen.